# Fokker D.XXI
El Fokker D.XXI fue un avión de caza, diseñado en 1935 por la compañía holandesa Fokker, siendo el último caza que produciría. Requerido en principio por la Real Fuerza Aérea del Ejército de los Países Bajos y concretamente para el Cuerpo de Aviación del Ejército de las Indias Orientales (Militaire Luchtvaart van het Koninklijk Nederlands Indisch Leger, ML-KNIL). Como tal, fue diseñado como un avión barato y pequeño pero robusto, que tuvo una actuación respetable para la época. Entró en uso operacional antes de la Segunda Guerra Mundial, prestando servicio en el Luchtvaartafdeling (Grupo de aviación de Ejército holandés), así como en las Fuerzas aéreas de Finlandia y Dinamarca.

## Diseño y desarrollo

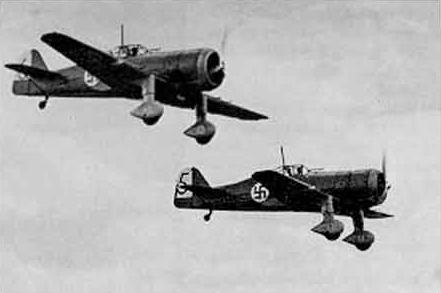
Fokker D.XXI

El supuso un abandono de las antiguas configuraciones biplanas que habían marcado el desarrollo de la aviación hasta entonces, además de un salto para la industria aeronáutica holandesa. El avión era monoplano de ala baja, tren de aterrizaje fijo y control de frenos hidráulicos e independientes. Su construcción se basaba en tubos metálicos con cubierta textil para el fuselaje y chapas de madera con cubrimiento de aluminio para las alas. Este cubrimiento se concentraba en el borde de ataque y permitía picados muy pronunciados a alta velocidad (hasta 700 km/h) además de dotar al aparato de una gran resistencia frente a impactos.
La cabina se cerraba sobre un revestimiento de polimetilmetacrilato y era eyectable en caso de emergencia. Delante de esta unos paneles de madera sobre los cuales descansaban los instrumentos y que además servían para separarla del depósito principal de 350 litros que descansaba inmediatamente detrás del motor. Unos orificios encima de este permitían la colocación de dos ametralladoras FN-Browning M36 de 7,92 mm y 500 balas sincronizadas con el paso de hélice. Otras dos ametralladoras con 300 balas cada una se introducían en las alas. Teniendo la posibilidad de montar depósitos de combustible auxiliares en el intradós.
En general, el diseño era capaz con una buena relación prestaciones/coste sin embargo con su creciente obsolescencia conforme progresaba la Segunda Guerra Mundial diversos esfuerzos fueron dirigidos a mejorar la planta motriz así como convertir en retráctil el tren de aterrizaje. Estos proyectos debían equipar motores Bristol Hercules de 783 kW (1050 cv) o Rolls-Royce Merlin de 813 kW (1090 cv) pero ninguno llegó a materializarse.

## Variantes

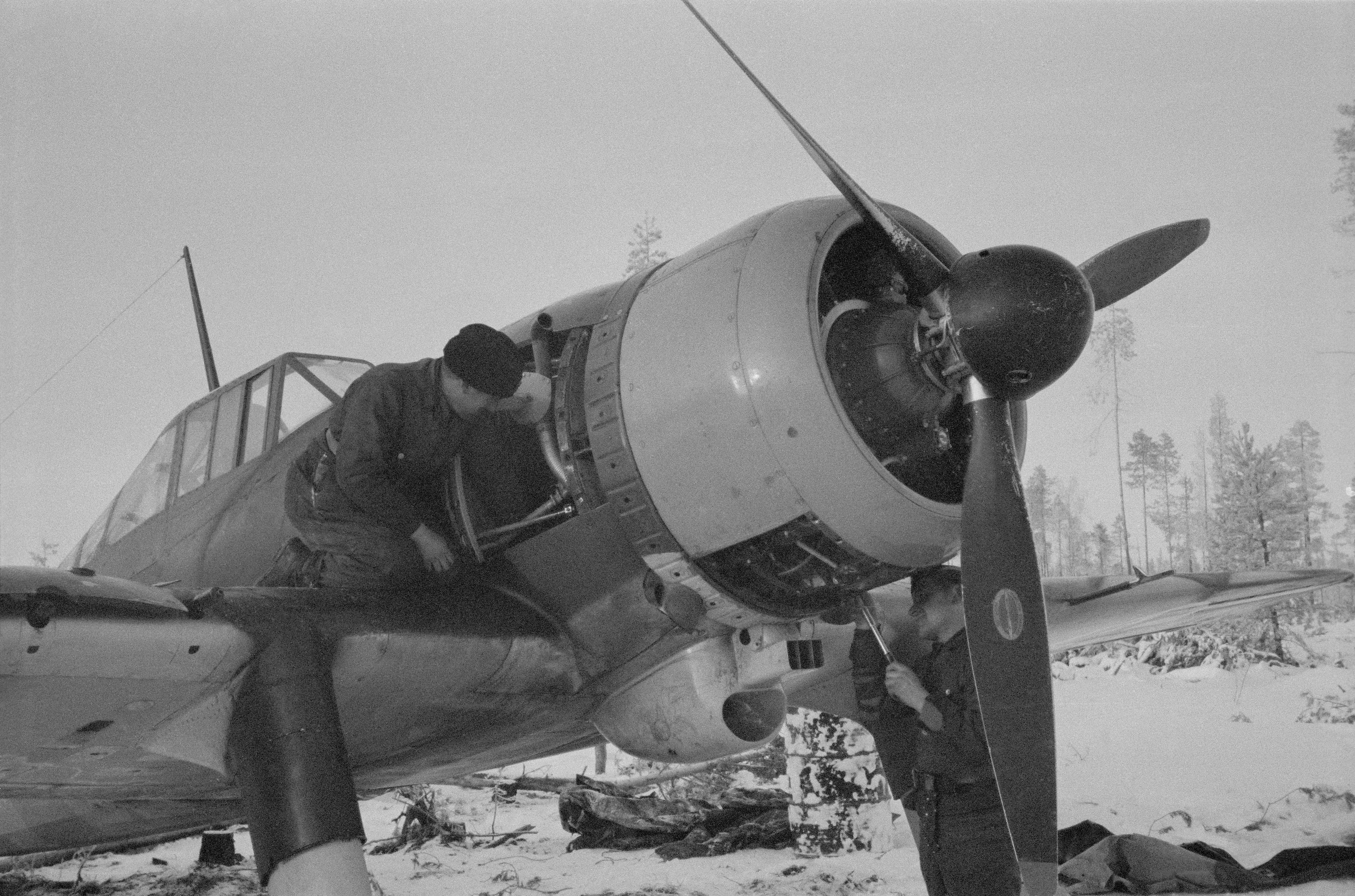
Fokker D.XXI finlandés.

### Producción
- D.XXI Prototipo inicial. Una unidad producida con matrícula FD-322.
- D.XXI-1 Dos versiones, una con motor Bristol Mercury VIS de 481 kW (645 cv) y un cañón Madsen, elegida por Dinamarca con 3 unidades. Y otra con motor Bristol Mercury VIII de 619 kW (830 cv) de la Royal Army Aircraft Factory habiendo producido 10 unidades.
- D.XXI-2 Estandarización aceptada por la RNLAF. 53 unidades en total siendo 36 de ellas para la RNLAF.
- D.XXI-3 Modelo finlandés similar al anterior. 35 unidades

- D.XXI-4 Actualización del anterior con planta motriz Pratt & Whitney R-1535-SB4C-G Twin Wasp de 615 kW (825 cv). 55 unidades.

### Proyectadas
- Proyecto 150 Equipado con motor Bristol Hercules. Sin unidades.
- Proyecto 151 Con motor Rolls-Royce Merlin. Sin unidades.
- Proyecto 152 Con motor Daimler-Benz DB 600H. Sin unidades.

## Operadores
Dinamarca

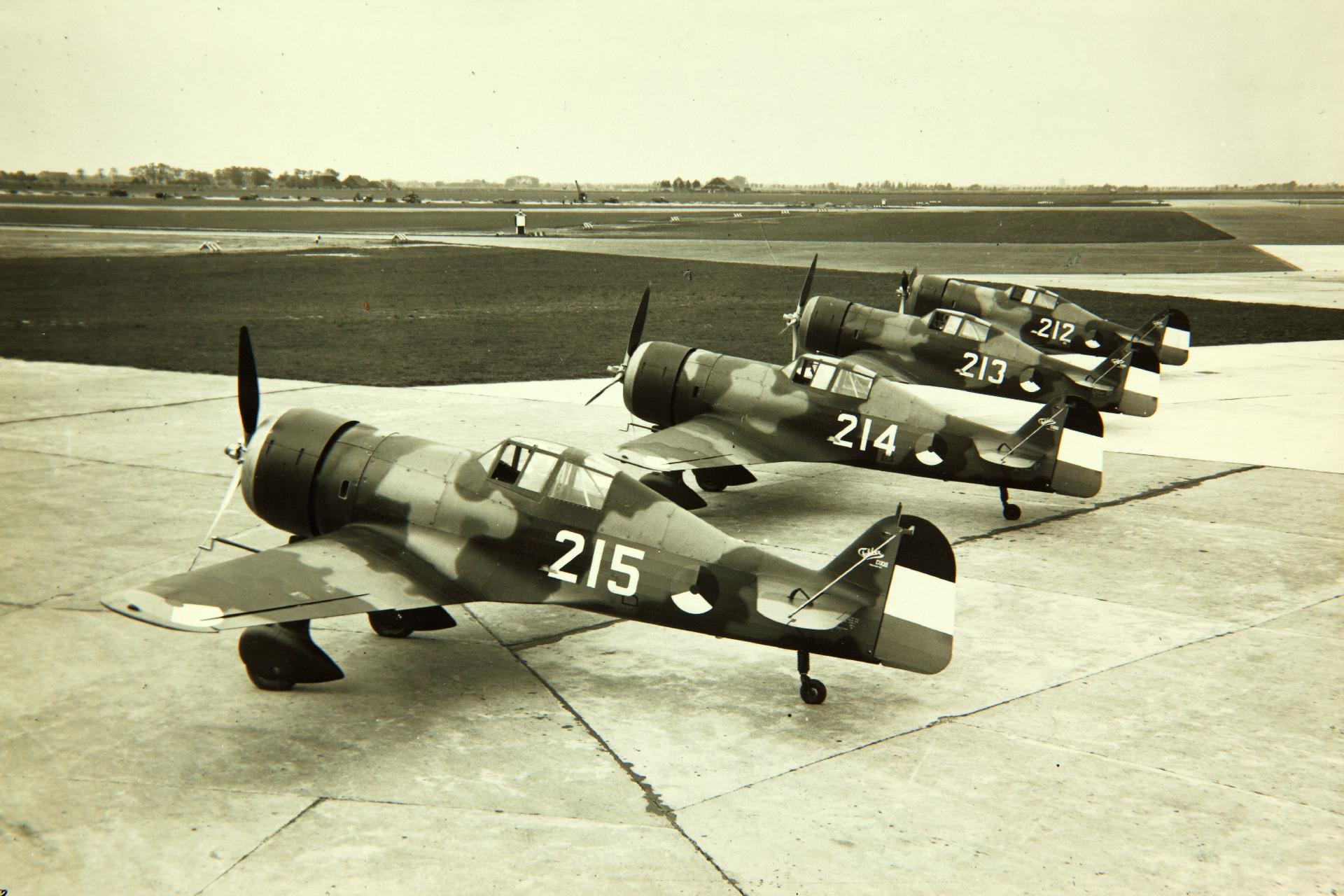
Fokker D.XXI-2 de la RNLAF.

- Cuerpo Aéreo del Ejército Danés; Recibió 7 aviones y fabricó 15 bajo licencia.

 Finlandia
- Fuerza Aérea Finlandesa; Recibió 7 aviones y fabricó 90 bajo licencia.

 Alemania
- Luftwaffe; Utilizó un número desconocido de aviones capturados en los Países Bajos.

 Países Bajos
- Grupo de Aviación del Ejército Neerlandés. Recibió 36 aviones.

 España
- Fuerzas Aéreas de la República Española

## Especificaciones
Referencia datos: Heinonen, Raunio

### Características generales
- Tripulación: Uno (piloto)
- Longitud: 8,2 m
- Envergadura: 11 m
- Altura: 2,92 m
- Superficie alar: 16,2 m²
- Peso vacío: 1594 kg
- Peso cargado: 1970 kg
- Planta motriz: 1× motor radial de nueve cilindros refrigerado por aire Bristol Mercury VIII.
  - Potencia: 620 kW (830 hp)

  - Tiempo a altitud: 6000 m (19 685 pies) en 7 min 30 s

### Rendimiento
- Velocidad nunca excedida (Vne): 460 km/h
- Velocidad crucero (Vc): 429 km/h
- Alcance: 930 km
- Techo de vuelo: 11 350 m (37 240 pies)
- Potencia/peso: 0,309 kW/kg (0,188 hp/lb)

### Armamento
- Ametralladoras: 

  - 4x Vickers de 7,7 mm en las alas

### Aeronaves similares
- Curtiss Hawk 75
- Nakajima Ki-27
- Fiat G.50
- VEF I-16
- Aviotehas PN-3